# ウィーンフィル・ニューイヤーコンサート2017
ウィーンフィル・ニューイヤーコンサート2017（ドイツ語: Neujahrskonzert der Wiener Philharmoniker 2017）は、ウィーン・フィルハーモニー管弦楽団による2017年のニューイヤーコンサート。指揮者はグスターボ・ドゥダメルが務めた（初登場）。

## 特色
フランツ・レハールの楽曲が初登場した。また、2016年に初登場したエミール・ワルトトイフェルの楽曲が前年に引き続き登場した。2016年に演奏されたワルトトイフェルの曲は、シャブリエの狂詩曲『スペイン』に基づくワルツであったため、純粋なワルトトイフェルの楽曲が登場したのは実質的に当年が初めてである。
そして、ニューイヤーコンサート史上初めて、ウィーン楽友協会合唱団が登場し、オットー・ニコライの歌劇『ウィンザーの陽気な女房たち』第3幕より『月の出』を合唱した。2017年はウィーン・フィルハーモニー管弦楽団創設175周年であり、同楽団のアニバーサリーにはニコライの『ウィンザーの陽気な女房たち』から一曲（たいていは序曲）を演奏することが慣例となっているからである。

## 演奏曲目
「*」印の8曲は初登場作品。

### 第一部
- オペレッタ『ウィーンの女たち』から『ネヒレディル行進曲』*（フランツ・レハール）
- ワルツ『スケートをする人々』*（エミール・ワルトトイフェル）op.183
- ポルカ『帝都はひとつ、ウィーンはひとつ』（ヨハン・シュトラウス2世）op.291
- ポルカ・シュネル『冬の楽しみ』（ヨーゼフ・シュトラウス）op.121
- ワルツ『メフィストの地獄の叫び』（ヨハン・シュトラウス2世）op.101
- ポルカ・シュネル『別に怖くありませんわ（イタリア語版）』（ヨハン・シュトラウス2世）op.413

### 第二部
- オペレッタ『スペードの女王』序曲*（フランツ・フォン・スッペ）
- ワルツ『ヘラインシュパツィールト』（カール・ミヒャエル・ツィーラー）op.518
- オペラ『ウィンザーの陽気な女房たち』から『月の出』*（オットー・ニコライ）
- 『ペピタ・ポルカ』*（ヨハン・シュトラウス2世）op.138
- 『ロトゥンデ館のカドリーユ』*（ヨハン・シュトラウス2世）op.360
- ワルツ『奇抜』*（ヨハン・シュトラウス2世）op.205
- 『インディアン・ギャロップ』（ヨハン・シュトラウス1世）op.111
- ポルカ・マズルカ『ナスヴァルトの女たち』（ヨーゼフ・シュトラウス）op.267
- ポルカ・シュネル『さあ踊ろう!』*（ヨハン・シュトラウス2世）op.436
- ワルツ『千夜一夜物語』（ヨハン・シュトラウス2世）op.346
- ポルカ・シュネル『チクタク・ポルカ』（ヨハン・シュトラウス2世）op.365

### アンコール
- ポルカ・シュネル『喜んで!』（エドゥアルト・シュトラウス1世）op.228
- ワルツ『美しく青きドナウ』（ヨハン・シュトラウス2世）op.314
- 『ラデツキー行進曲』（ヨハン・シュトラウス1世）op.228